# アンドレ・ヴォジャンスキー

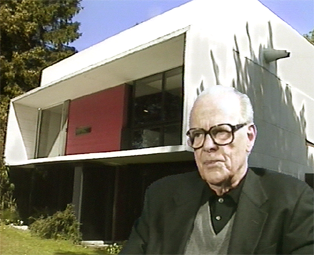
アンドレ・ヴォジャンスキー、1952年に竣工した自邸を背景に。

アンドレ・ヴォジャンスキー（André Wogenscky、1916年6月3日 - 2004年8月5日）は、フランスの建築家である。
ヴォージュ県ルミルモンで、18世紀にポーランドから亡命した貴族の家系に生まれた。1936年から1956年にかけてル・コルビュジエの事務所に勤務し、ユニテ・ダビタシオン、ラ・トゥーレット修道院等の設計を担当。1956年独立。日本での作品に宝塚造形芸術大学がある。妻は高松宮殿下記念世界文化賞を受賞した彫刻家のマルタ・パン。

## 著書
- ル・コルビュジエの手、白井秀和訳、中央公論美術出版、2006